# Carlo d'Arco
Carlo d'Arco (Mantova, 8 settembre 1799 – Mantova, 26 gennaio 1872) è stato uno storico dell'arte, pittore e storico italiano.

## Biografia

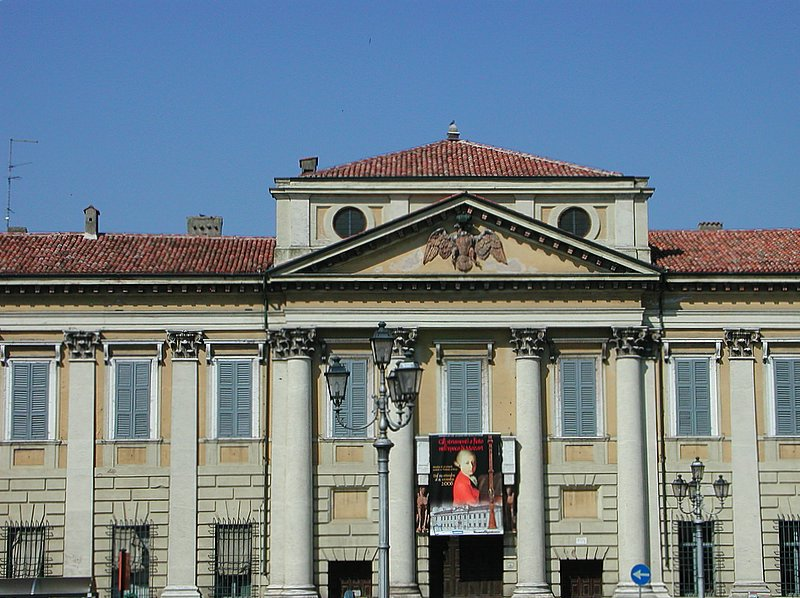
Mantova, Palazzo d'Arco

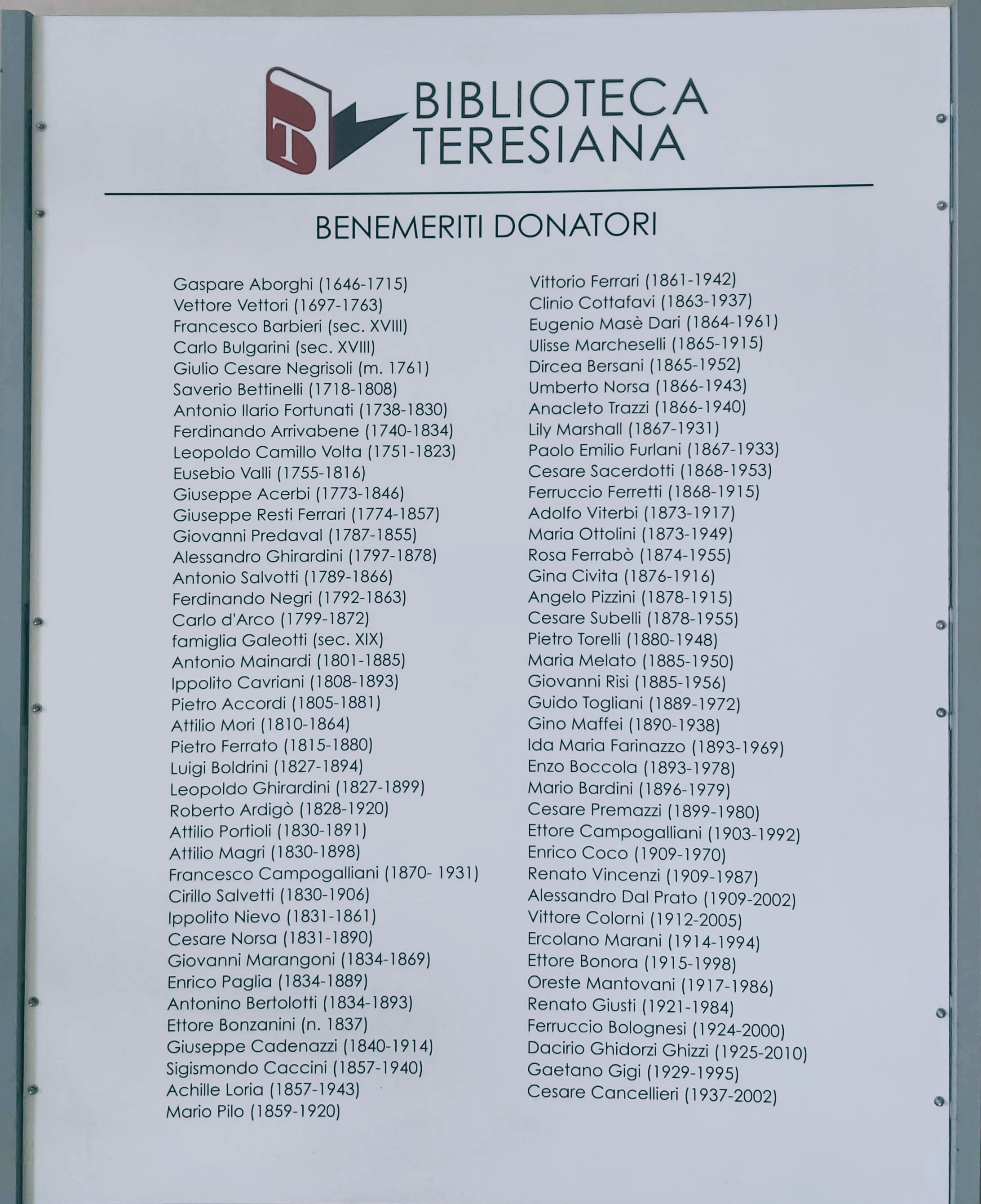
Carlo D'Arco tra i donatori della Biblioteca Teresiana di Mantova.

Ebbe origine aristocratica, suo padre il conte Francesco d'Arco era uno scrittore di saggi economici e sua madre era la contessa Amalia Sanvitali da Parma. La sua famiglia si trasferì a Milano nel 1816. Fu a Milano che Carlo d'Arco studiò pittura e storia dell'arte. Nel 1824 si trasferì a Roma dove continuerà a studiare. A questo periodo risalgono i primi dipinti a carattere storico. In seguito produce opere d'illustrazione e di disegno, fra cui i Monumenti di pittura e scultura trascelti in Mantova e nel territorio e il Museo della Reale Accademia di Mantova. Ma le opere per le quali è ricordato sono i fondamentali saggi di storia dell'arte: la Istoria della vita e delle opere di Giulio Pippi Romano e il Delle arti e degli artefici di Mantova. Notizie raccolte ed illustrate con disegni e con monumenti.
La Historia... è il primo approfondimento in chiave romantica dell'opera di Giulio Romano. La sua trattazione è inserita in un contesto di storiografia nazionale anziché strettamente locale. L'importanza della seconda opera, Delle arti e degli artefici di Mantova..., risiede nelle oltre duecentottantadue fra lettere e documenti inediti pubblicati a corredo.
Il 25 giugno 1840 divenne socio dell'Accademia delle scienze di Torino.
Il suo lavoro di studioso non lo estraniò dagli impegni civili. Carlo d'Arco fu infatti amministratore dell'Ospedale e membro della commissione dell'anagrafe del Comune di Mantova. Nel difficilissimo 1848 ricoprì addirittura la carica di podestà di Mantova.
Morì settantaduenne a Mantova.
A Mantova gli è intitolata una piazza e un istituto d'istruzione secondaria in via Tasso 1.

## Opere

### Illustrazioni
- Monumenti di pittura e scultura trascelti in Mantova e nel territorio, Mantova 1827.
- Museo della Reale Accademia di Mantova, 3 volumi, Mantova 1829-1837.

### Storia dell'arte
- Istoria della vita e delle opere di Giulio Pippi Romano, Mantova 1838.
- Delle arti e degli artefici di Mantova. Notizie raccolte ed illustrate con disegni e con monumenti, 2 volumi, Mantova 1857-59.
- Di cinque valenti incisori mantovani del secolo XVI e delle stampe da loro operate, Mantova 1850.  Disponibile per il download su Internet Archive.

### Storia economica e civile mantovana
- Studi intorno al Municipio di Mantova, 7 volumi, Mantova 1871-72.
- Dell'economia politica del munícipio di Mantova ai tempi in cui si reggeva a repubblica , Mantova 1842.
- Nuovi studi intorno all'economia politica del municipio di Mantova ai tempi del Medioevo d'Italia, Mantova 1847.
- Studii statistici sulla popolazione di Mantova, Mantova 1839.
- Studii intorno alle cause che hanno influito sull'agricoltura mantovana, e cenni statistici di questa, Mantova 1855.

### Saggi e collaborazioni
- Collabora a Anonymi auctoris breve Chronicon Mantuanum, ab anno 1095 ad 1299 cum notis, pubblicato nell'Archivio storico italiano.
- Trascrive e annota la Cronaca di Mantova di Andrea Schivenoglia dal 1445 al 1484, Milano 1857.
- Trascrive e annota la Cronaca di Mantova di Scipione Capilupi, Milano 1857.
- Trascrive e annota la Cronaca di Mantova di Giovanni Mambrino, Milano 1857.

### Lavori inediti e postumi
- Delle famiglie mantovane, 7 volumi.
- Le Notizie delle Accademie, dei Giornali e delle Tipografie che furono in Mantova, e di circa mille scrittori mantovani dal secolo XVI fino al presente, 7 volumi.
- Saggio di Bibliografia mantovana dal 102 fino al principio dell'anno 1866.